# Römerleithen
Römerleithen ist Gemeindeteil der kreisfreien Stadt Bayreuth im bayerischen Regierungsbezirk Oberfranken. Römerleithen liegt in der Gemarkung Sankt Johannis.

## Geografie
Die Einöde liegt östlich des Roten Mains. Ein Anliegerweg führt zur Kreisstraße BTs 6 bei Seulbitz (0,5 km südlich).

## Geschichte
Römerleithen gehörte zur Eremitage. Die Hochgerichtsbarkeit stand dem bayreuthischen Stadtvogteiamt Bayreuth zu. Gegen Ende des 18. Jahrhunderts bestand Römerleithen aus drei herrschaftlichen Häusern und einer Fasanerie.
Von 1797 bis 1810 unterstand der Ort dem Justiz- und Kammeramt Bayreuth. Mit dem Gemeindeedikt wurde Römerleithen dem 1812 gebildeten Steuerdistrikt Sankt Johannis und der zugleich gebildeten Ruralgemeinde Sankt Johannis zugewiesen. Am 1. April 1939 wurde Römerleithen nach Bayreuth eingemeindet.

### Einwohnerentwicklung
| Jahr      | 001819 | 001822 | 001861 | 001871 | 001885 | 001900 | 001925 | 001950 | 001961 | 001970 | 001987 |
| Einwohner | *      | 10     | 9      | 24     | 21     | 18     | 7      | 8      | 6      | 6      | 6      |
| Häuser    |        | 1      |        |        | 1      | 1      | 1      | 1      | 1      |        | 2      |
| Quelle    | [ 9 ]  | [ 10 ] | [ 11 ] | [ 12 ] | [ 13 ] | [ 14 ] | [ 15 ] | [ 16 ] | [ 17 ] | [ 18 ] | [ 1 ]  |

## Religion
Römerleithen ist evangelisch-lutherisch geprägt und nach St. Johannis gepfarrt.